# Марваль, Жаклин
Жаклин Марваль (фр. Jacqueline Marval), настоящее имя Мари-Жозефина Валле (фр. Marie Josephine Vallet, 19 октября 1866 — 28 мая 1932) — французский живописец, литограф и скульптор.

## Ранние годы
Мари-Жозефина Валле родилась в Ке-ан-Шартрёз в семье школьных учителей. В 1866 году она вышла замуж за коммивояжера Альбера Валантена, но рассталась с мужем в 1891 году после смерти сына. Позже зарабатывала на жизнь швеей. В 1900 году Валле взяла псевдоним Жаклин Марваль («Marval» — сочетание её имени и фамилии «МАРи ВАЛле»).

## Карьера художницы

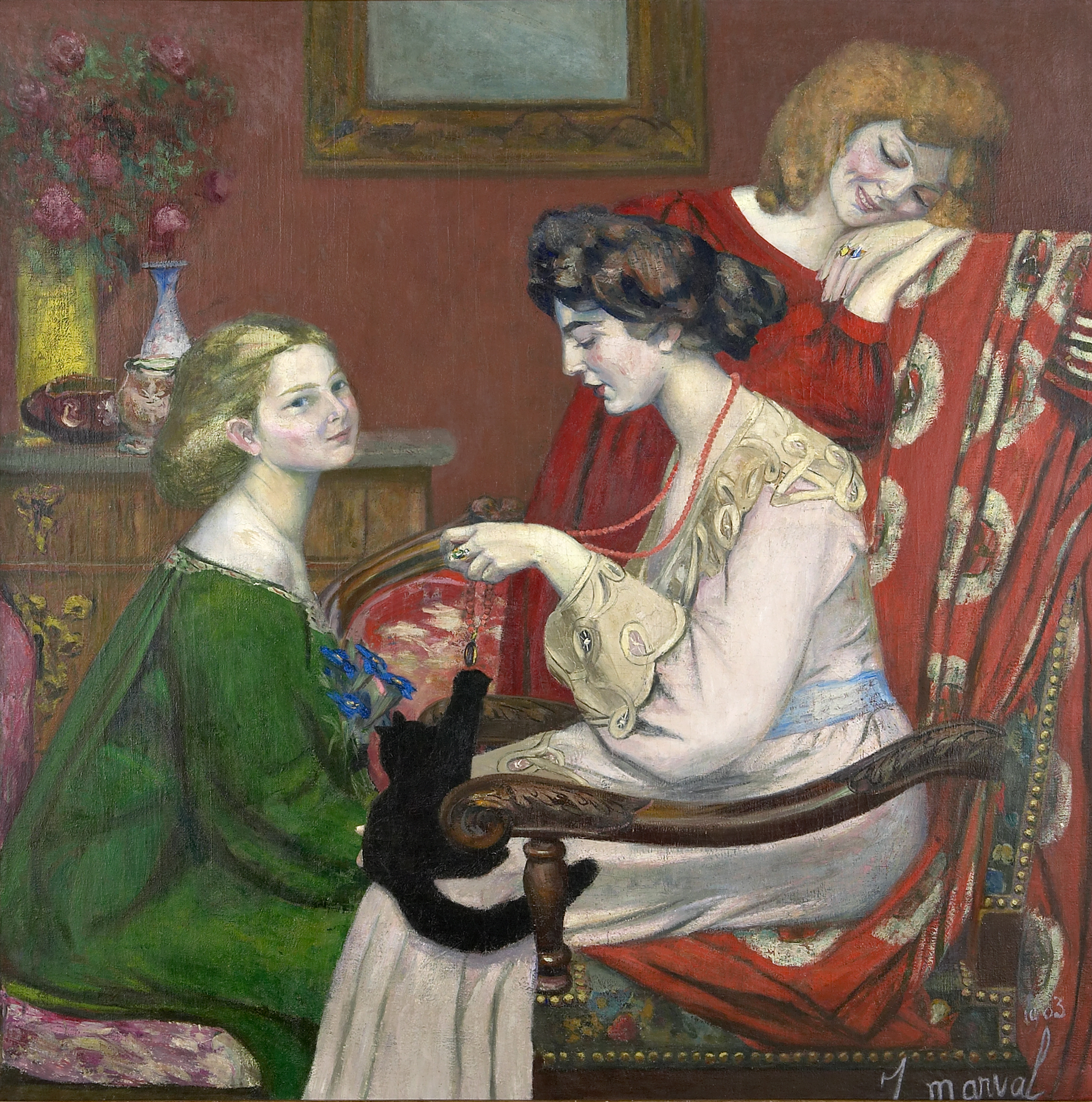
Les Coquettes, 1903, холст, масло, бывшая коллекция Амбруаза Воллара

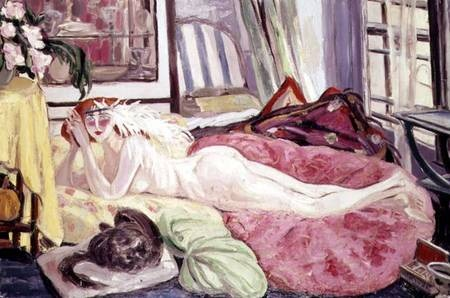
The Bohemian, 1921

В 1894 году Марваль познакомилась с художником Франсуа Жозефом Жиро и начала жить с ним в Париже, где её познакомили с группой Наби. Жиро познакомил её с Жюлем Фландреном, также художником и учеником Гюстава Моро. Они влюбились друг в друга, и Марваль покинула Жиро, чтобы переехать к Фландрену на улицу Кампань-Премьер, в районе Монпарнас. Она будет жить с ним в качестве его компаньонки в течение двадцати лет.
Как художник Марваль занималась в основном живописью, однако также делала «литографии, акварели, пастели, гравюры, рисунки для гобеленов и экспериментировала со скульптурой». Первые её работы были отклонены Салоном Независимых 1900 года, но ей удалось показать дюжину картин на этой выставке в следующем, 1901 году. Работы, отвергнутые в 1900 году, были куплены арт-дилером Амбруазом Волларом, который продолжал поддерживать её творчество.
Между 1901 и 1905 годами Марваль часто работала вместе с Анри Матиссом, Альбером Марке и Фландреном, и все четверо влияли друг на друга.
В 1902 году несколько её картин были выставлены вместе с работами Фландрена, Альбера Марке и Анри Матисса в галерее на улице Виктор-Массе, которую курировала Берта Вейль, особенно интересовавшаяся продвижением работ женщин-художников, живущих в Париже. Марваль также выставлялась на первом Осеннем салоне в 1902 году, где показала свою крупномасштабную картину «Одалиски».
В 1913 году жюри, состоявшее из Габриэля Аструка, скульптора Антуана Бурделя и художников Мориса Дени и Эдуара Вюйара, выбрало Марваль для украшения фойе нового Театра Елисейских полей. Она создала серию из двенадцати картин на тему Дафниса и Хлои. Серия основана на постановке Ballet Russes «Дафнис и Хлоя», поставленной годом ранее.
Также в 1913 году Марваль протестовала против удаления из Осеннего салона «Испанской шали» Кеса ван Донгена и подружилась с Ван Донгеном, открыв свою студию рядом с его. Марваль и Фландрен переехали на улицу Данфер-Рошро, 40, которая находилась по соседству с Ван Донгеном, в 1914 году. Также в 1914 году Жаклин посетила его знаменитый костюмированный бал.
Работы Марваль стали узнавать в Европе и за её пределами; она выставлялась в Барселоне, Льеже, Венеции, Цюрихе, Будапеште и Киото.
Начиная с 1923 года Марваль активно выступала за создание музеев современного искусства в Париже и Гренобле. Она умерла в 1932 году в больнице Биша в Париже. После смерти Марваль её работы хранились в галерее Друэ, пока она не закрылась в 1938 году и работы были проданы. Её картина «Портрет Долли Дэвис», 1925 года, находится в коллекции Художественного музея Милуоки.
Стилистически «картины Марваль провокационны и резки, вызывающи и необычны; она была значимым модернистом в самые ранние моменты движения».

## «Одалиски», 1902—1903

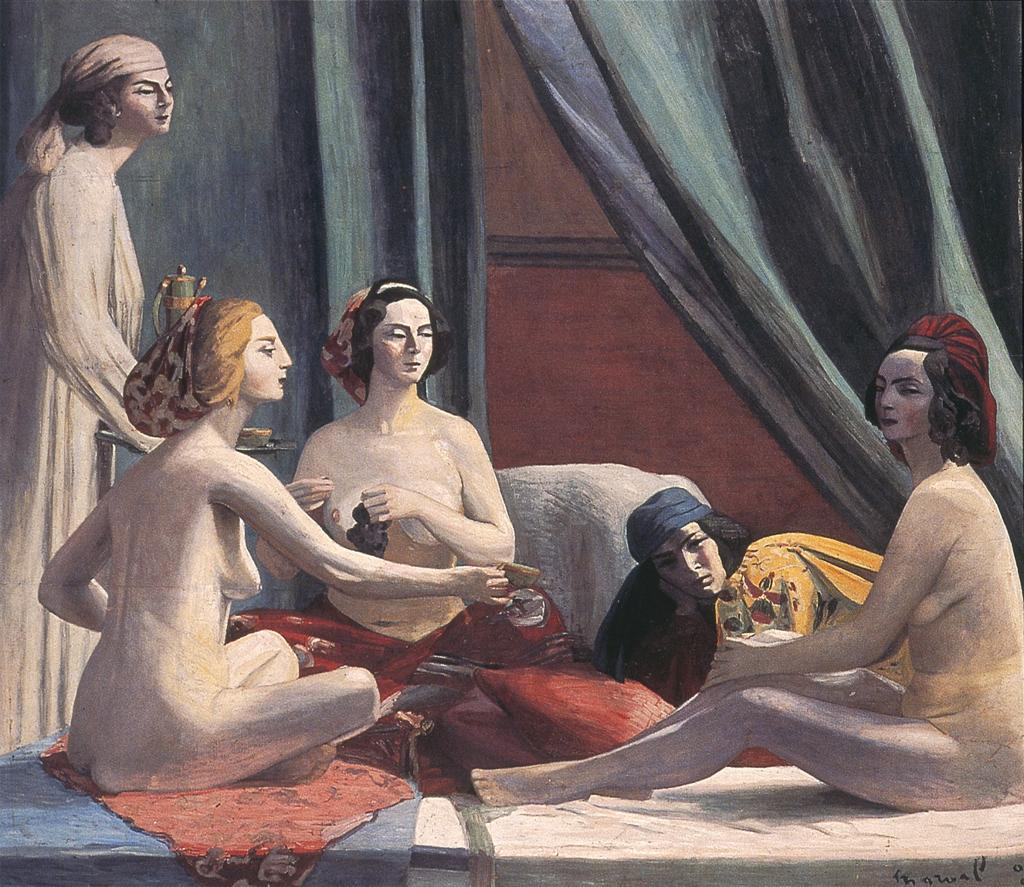
Одалиски (Музей Гренобля)

Возможно, самая известная её работа, «Одалиски», была создана в 1902—1903 годах и впервые была выставлена в Салоне Независимых в 1903 году. На этой картине изображены пять женщин: три сидящих обнажённых, одна одетая, полулежащая на локте, и одна стоящая, одетая и держащая поднос.
Гийом Аполлинер был поражён этой работой и написал в Chronique des arts в 1912 году, что «Мадам Марваль проявила меру своего таланта и выполнила работу, имеющую большое значение для современной живописи. Эта сильная и чувственная работа, свободно нарисованная и полностью личная по композиции, линиям и колориту, заслуживает того, чтобы выжить».
«Одалиски» сейчас находятся в коллекции Музея Гренобля и в последний раз выставлялись в Музее Поля Дини в 2018 году.
«Одалиски» не были включены в историческую Арсенальную выставку 1913 года, как это часто отмечается в литературе о художнице. Вместо этого на Арсенальной выставке по приглашению Воллара была показана другая работа Марваль, Odalisques au miroir, 1911 года. Марваль выставлялась в США ещё несколько раз после Арсенальной выставки.

## Критика и наследие
Критики высоко ценили Марваль на протяжении всей её карьеры. Например, в выпуске журнала The Burlington Magazine for Connosseurs за 1911 год было написано, что на выставке в галерее Друэ «картины мадам Марваль были одними из самых ярких…». Аполлинер, помимо комплиментов «Одалискам», комментирует её работу в более общем плане, называя её захватывающей, сильной и достойной признания. Некоторые критики называли Марваль фовистом, что отражает её выбор палитры, на который сильно повлияли художники-фовисты и импрессионисты, творившие до неё. По словам Люсьена Манисье, ученика Фландрена, «Марке, Фландрен, Матисс — все ждали каждой работы, которую она создавала, с любопытством и волнением», и есть некоторые свидетельства того, что сверстники-мужчины Марваль заимствовали у неё «яркий цвет и формальную экономию её живописи».
При жизни Марваль отказывалась участвовать в женских выставках; тем не менее после её смерти её карьера и работа были отмечены в одной из них. Société des Femmes Artistes Modernes (FAM) был коллективом женщин-художников в Париже. FAM возглавляла Мари-Анн Камакс-Зоггер (1887—1952), «буржуазная французская католичка». Они устроили ретроспективу работ Марваль в 1933 году в рамках своей ежегодной выставки. Марваль, которая не идентифицировала себя как феминистку, была признана FAM таковой и с тех пор прославляется как жившая феминистской жизнью.
После смерти Марваль её работы много раз выставлялись, чаще всего во Франции. В 2020—2021 годах она была включена в выставку Valadon et ses contemporaines в Лиможском музее изящных искусств, которая также демонстрировалась в Monstaère Royal de Brou с 13 марта 2021 года по 27 июня 2021 года.